# Propallene stocki
Propallene stocki is een zeespin uit de familie Callipallenidae. De soort behoort tot het geslacht Propallene. Propallene stocki werd in 1956 voor het eerst wetenschappelijk beschreven door Fage. 